# New York 48th Floor
New York City 48th Floor ist ein multilinguales Hörstück von Heiner Grenzland, eine Wort-Ton-Klang-Meditation über die Einsamkeit in der Megacity New York.
Die Erstsendung war am 13. Oktober 2000 beim DeutschlandRadio Berlin. Eine elektroakustische live- und kanadische Erstaufführung fand am 23. September 2000 im Rahmen des „Événement Zones Radio Fictives“ Festivals im Goethe-Institut in Montréal in Kooperation mit Radio Canada „Chain Culturelle“ statt. Weitere Ausstrahlungen am 23. und 24. Oktober 2000 beim Sender Freies Berlin, dem Ostdeutschen Rundfunk Brandenburg und Radio Corax Halle, am 12. Januar 2001 bei Radio Bremen, erneut am 10. Oktober 2001 beim DeutschlandRadio Berlin u. a.

## Produktionsteam
| Regie:           | Heiner Grenzland             |
| Regieassistenz:  | Bettina Reisner              |
| Ton und Technik: | Venke Decker, Martin Selig   |
| Realisation:     | Heiner Grenzland             |
| Postproduction:  | Thomas Werner                |
| Redaktion:       | Manfred Mixner, Götz Naleppa |

## Texte, Sprachen, Töne
Als Textvorlage dienen ein Poème, in dem der Kampf zwischen Stille und Geräuschen thematisiert wird, ein Liebesbrief, der an eine anonyme Person gerichtet ist und eine mehrschichtige Reflexion über die Einsamkeit. Diese Texte werden von verschiedenen Stimmen und in verschiedenen Sprachen gesprochen. Es bleibt offen, ob es sich um Gedanken oder reale Aussagen, vorgelesene oder monologische Passagen handelt. Die Stimmen sind nicht personalisiert. Einmal klingen sie aggressiv, ein anderes Mal sanft, sie werden geflüstert, erklingen in der Manier eines Sportreporters wie in einer live-Radiosendung oder werden im militärischen Befehlston herausgebrüllt. Sie kommen von überall her und sind doch nirgendwo verortet. Ständig wechseln Ausdruck und atmosphärische Stimmung.
Akustisch korrespondieren die Stimmen mit Klangflächen, mit der Stille, den Tonfäden eines Kontrabasses, einem dahinperlenden Klaviermotiv oder einem Technorhythmus. Außerdem sind sie eingeflochten in die Klangkulisse New Yorks: Geräusche wie z. B. die Subway, Stimmen und Statements von Passanten auf der Straße, der Lärm der Baustellen und des Autoverkehrs. Immer wieder scheinen Fragmente dieser Elemente in unterschiedlichen Kombinationen auf, schlagartig, wie Gedankensplitter, Assoziationen, Imaginationen. Alle diese Elemente bilden einen klangsprachlichen Prozess, der etwas (Alp-)Traumhaftes hat und sich wie im Delirium um sich selbst dreht.

## Rezeption (Auswahl)
- Jochen Meißner: In: Funk-Korrespondenz, 48. Jahrgang, Nr. 42. vom 20. Oktober 2000, S. 38.
- Das Hörstück ‚New York City 48th Floor‘ erzählt von Einsamkeit. Stimmen von anonym bleibenden Personen reflektieren in verschiedenen Sprachen über das Eingeschlossenseins in einem Skyscraper in Manhattan. Der Blick hinunter in die belebten Straßen der Großstadt löst einen Konflikt aus, „[…] die Stille verwandelt sich in einen assoziativen Raum: Töne der Vorstellung und der Realität konkurrieren miteinander […], bis schmerzhafte Dissonanz entsteht.“ Mit Stimmen, Geräuschen, Texten und den teils verfremdeten Klängen von Kontrabass und Klavier entsteht eine psychische Grenzsituation des Alleinseins. (DeutschlandRadio Berlin) [3]
- Einsamkeit ist ein Gefühl, das wir uns in der modernen Welt nicht eingestehen wollen. Heiner Grenzland reflektiert in seinem Großstadtpoéme „New York City, 48th Floor“ über eine Situation der Abgeschiedenheit und der Stille, die mit diesem Gefühl synonym ist oder durch und in ihr entsteht. Es ist eine „ahnungsvolle Stille“. Denn, so heißt es weiter, „Stille ist Einsamkeit, Einsamkeit ist Tod.[…]“. Immer wieder tauchen in verschiedenen Sprachen die zwei Fragen auf: „Wo bist Du?“ und „C’est toi?“ Sie beziehen sich auf die Liebe, nach der sich die Stimmen sehen, vielleicht auch auf die Geräusche des Lebens, auf den Lärm unten in den Straßen Manhattans, denn beides könnte die Stille und die Einsamkeit besiegen. So beginnen sich Imagination und Realität ineinander zu verschlingen. Ein Vorgang, der im Zusammenbruch enden muss. (KI-Übersetzung)[4]